# مانهاتن (فلم)
مانهاتن هو فيلم أمريكي درامي كوميدي رومانسي من إخراج وودي آلن وانتاج تشارلز جوفي وسيناريو وودي آلين ومارشال بريكمان. تدور أحداث الفيلم حول كاتب ساخر آلين يبلغ من العمر 42 عاماً ومطلق مرتين، يواعد فتاة تبلغ من العمر 17 عاماً (مارييل همنغواي) ولكنه يقع في حب مع (ديان كيتون) عشيقته أفضل اصدقائه (مايكل ميرفي). الفيلم من بطولة ميريل ستريب وآن بيرن أيضاً.
تم تصوير أحداث الفيلم في مانهاتن بالأسود والأبيض وبشاشة عريضة 2.35: 1. أما الموسيقى التصويرية فمن ألحان جورج غيرشوين.
نال الفيلم إشادة النقاد على نطاق واسع ورشح لاثنين من جوائز الأوسكار: أفضل ممثلة مساعدة لدور (مارييل همنغواي) وأفضل سيناريو مكتوب مباشرة للشاشة لكل من ألين وبريكمان. وحققت إيرادات شباك التذاكر في أمريكا الشمالية 39.9 مليون دولار، حيث كان من أضخم الأيرادات في أمريكا الشمالية في ذلك الوقت. ويعتبر واحدا من أفضل أفلام ألن على الإطلاق، كما أحتل المرتبة 46 في أفريقيا والمحيط الهندي بين 100 فيلم خلال 100 عام، وجاء في المرتبة 63 ضمن قائمة «برافو» لـ«أطرف 100 فلم». وفي عام 2001 أعتبرته مكتبة الكونغرس في الولايات المتحدة «ذو أهمية ثقافية» وتم حفظه في السجل الوطني للأفلام.

## قصة الفيلم
آيزاك ديفيس (وودي آلن) رجل في الاربعين، كاتب كوميدي في التلفزيون، مطلق مرتين وله العديد من العلاقات العاطفية مع النساء، يتعرف على فتاة تدعى تريسي (ماريل همنغواي) وهي طالبة ثانوية تبلغ من العمر 17 سنة، ولكن تلك العلاقة دائماً ما تشعره بالندم فينصحها بإن تواعد شباب في نفس سنها حيث تريسي فتاة صغيرة جدا بالنسبة له والعلاقة بينهما تكاد تكون أبوية أكثر من كونها علاقة حميمية حيث دائما ما تحب تلك الفتاة سماع قص عن خبراته وتجاربه. ثم يبدأ آيزاك بالبحث عن واحدة أخرى بدلا عنها تكون أكبر منها في السن.
طليقة (ايزاك) الثانية، تدعى جيل ديفيز (ميريل ستريب), اعتكفت في كتابة كتاب مفصل عن فضائح زواجهما قريبا سيتم الصدور في المتجر ومحال بيع الكتب، وإيزاك عاجزا عن ردها، لم تذكر شيئا حسناته سوى أنه يبكي حينما يشاهد فيلم (ذهب مع الريح).
أما يال بولاك (مايكل ميرفي) فهو اقرب اصدقاء ايزاك، متزوج من إميلي (آن بيرن), لكن لديه عشيقة من فلاديفيا تدعى ماري (ديان كيتون), فيعرفها على أيزاك فتنشا علاقة بينهما تنتهي بأن تنتقل للعيش معه في شقته تاركة حبيبها المتزوج معللة ذلك بكونه متزوجًا، يقرر ايزاك إن ينهي علاقته مع تريسي التي تبكي متوسلة بأن لا يتركها. ومع مرور الأحداث تفقد ماري اهتمامها بـ «إيزاك»، حيث لا تشعر بجدية العلاقة، وتعود إلى حبيبها الأول، الذي لا يتوانى عن ترك زوجته اميلي ويعود إلى حبيبته السابقة ماري.
في نهاية المطاف يقرر آيزاك تجديد العلاقة مع الصغيرة تريسي، فيهرع إلى الشارع ويركض في الطرقات إلى بيتها، فيلتقي بها وهي على وشك على وشك الرحيل إلى لندن لدراسة فن التمثيل لمدة ستة أشهر. متوسلا إياه بعدم الذهاب، فتخبره بأنه قد جاء متأخراً. وليس من المنطقي أن يظهر فجأة يقنعها بإن تبقى، وتجيبه بانها ستعود بعد 6 أشهر، فيخبرها بانها ستتغير بعد 6 شهور بعدما تلتقي من شخصيات ممثلين ومخرجين، لكن بعد صمت طويل تطلب منه ان لا يفقد ثقته بالآخرين. وينتهي الفيلم بصورة شهيرة لـ «منهاتن»، هي نفسها التي بدأ بها الفيلم؛ وكأن ألن يخبرنا بأن هذه هي الحياة في نيويورك.

## ردود الأفعال

### شباك التذاكر
تم عرض فيلم مانهاتن في 29 صالة عرض في أمريكا الشمالية عند افتتاحه في 25 أبريل 1979. وحقق أيرادات 485,734 دولار في الاسبوع الأول من عرضه ووصلت الإيرادات حتى 39.9 مليون دولار في نهاية عرضه، مما جعل الفيلم في المركز 17 خلال عام 1979 من حيث الإيرادات المتحققة. كما تم عرض الفيلم خارج المنافسة في مهرجان كان السينمائي 32 في مايو 1979. وتظخمت ايراداته في النهاية حتى وصلت 127.638.700 دولار، مما جعله ثاني أكبر شباك تذاكر للمخرج وودي آلن بعد فيلم آني هول.

### آراء النقاد
حصل الفيلم على تقدير 98٪ «موثق كطازج (Certified Fresh)» على موقع الطماطم الفاسدة، وحصل على إعجاب عدد كبير من النقاد والكتاب، وفي أكتوبر 2013، صوت قراء صحيفة الغارديان عليه كأفضل فيلم من إخراج وودي ألن.

### الجوائز
«حلقة نقاد نيويورك السينمائية» سمت وودي آلن كأفضل مخرج عن فيلم مانهاتن. كما سمت «الجمعية الوطنية للنقاد السينمائيين» وودي آلن كأفضل مخرج جنباً إلى جنب مع روبرت بنتون مخرج فيلم كرامر ضد كرامر. وتم ترشيح الفيلم لجائزة الأوسكار لأفضل ممثلة مساعدة (مارييل همنغواي) وأفضل سيناريو أصلي (وودي آلن ومارشال بريكمان). وحصل أيضا على جائزة البافتا لأفضل فيلم. وفي استطلاع أجرته مجلة إمباير جاء في المرتبة رقم 76 من بين أعظم 500 فيلم.
وكان الفيلم في المرتبة 63 من بين «100 أطرف فيلم» على «شبكة تلفزيون برافو». وفي عام 2001 تم اعتباره «إرث ثقافي» للولايات المتحدة في مكتبة الكونغرس وتم حفظه في السجل الوطني للفيلم الأمريكي. وجاء أيضاً في المرتبة رقم 4 على موقع الطماطم الفاسدة من بين «أفضل 25 فیلم كوميدي رومانسي».
وقد جاء الفيلم من قبل معهد الفيلم الأمريكي في القوائم التالية:
- عام 1998: رشح ضمن فعالية معهد الفيلم الأمريكي 100 عام و100 فيلم[16]
- عام 2000: المركز 46 ضمن فعالية معهد الفيلم الأمريكي 100 عام و100 ضحكة[17]
- عام 2002: المركز 66 ضمن فعالية معهد الفيلم الأمريكي 100 عام و100 عاطفة[18]
- عام 2005: معهد الفيلم الأمريكي 100 عام من نتائج الأفلام[19]
- عام 2007: ترشح ضمن فعالية معهد الفيلم الأمريكي 100 عام و100 فيلم (الذكرى العاشرة)[20]

## إصدارات حديثة
قام المخرج وودي آلن بإصدار نسخة فيديو (توائم شاشات التلفزيون والفيديو) حافظ فيها على الشكل الفني وأبعاد الشاشة في جميع نسخ الفيلم مع الإبقاء على حروف كتابة المقدمة والخاتمة التقليدية بالإضافة إلى الحدود الرمادية الأصلية.
كذلك تم أصدار نسخة من الفيلم على تطبيقات تقنية بلو راي في 24 يناير 2012 جنبا إلى جنب مع فيلم آني هول 1977.
وتم تنفيذ سيناريو فيلم مانهاتن أمام جمهور حي في «متحف مقاطعة لوس أنجليس للفنون» في 15 نوفمبر 2012، كجزء من سلسلة القراءة المباشرة لجيسون رايتمان. وتمشيا مع تركيز المشروع على الثبات والعفوية، لم تكن هناك بروفات وتم الإعلان عن العرض قبل أيام فقط وتم حجب أسماء بعض أعضاء فريق العمل تماما، ولم يتم تسجيله أيضاً.

## روابط خارجية
- Manhattan على مترو غولدوين ماير
- مقالات تستعمل روابط فنية بلا صلة مع ويكي بيانات
- The Reeler لقاء مع جوردون ويليز
- eyeoncinema وودي ألين: إشكالية الحب والجنس والبحث عن السعادة/ أحمد مجدي رجب
- مسودة سينمائية مانهاتن 1979/ تعليق نقدي بقلم لاوين ميرخان
- جريدة المدى مانهاتن 1979 (وودي آلن): سيرة ذاتية مختصرة عن شخص مشوش ومضطرب عصبيا